# Liste der chilenischen Botschafter in Deutschland

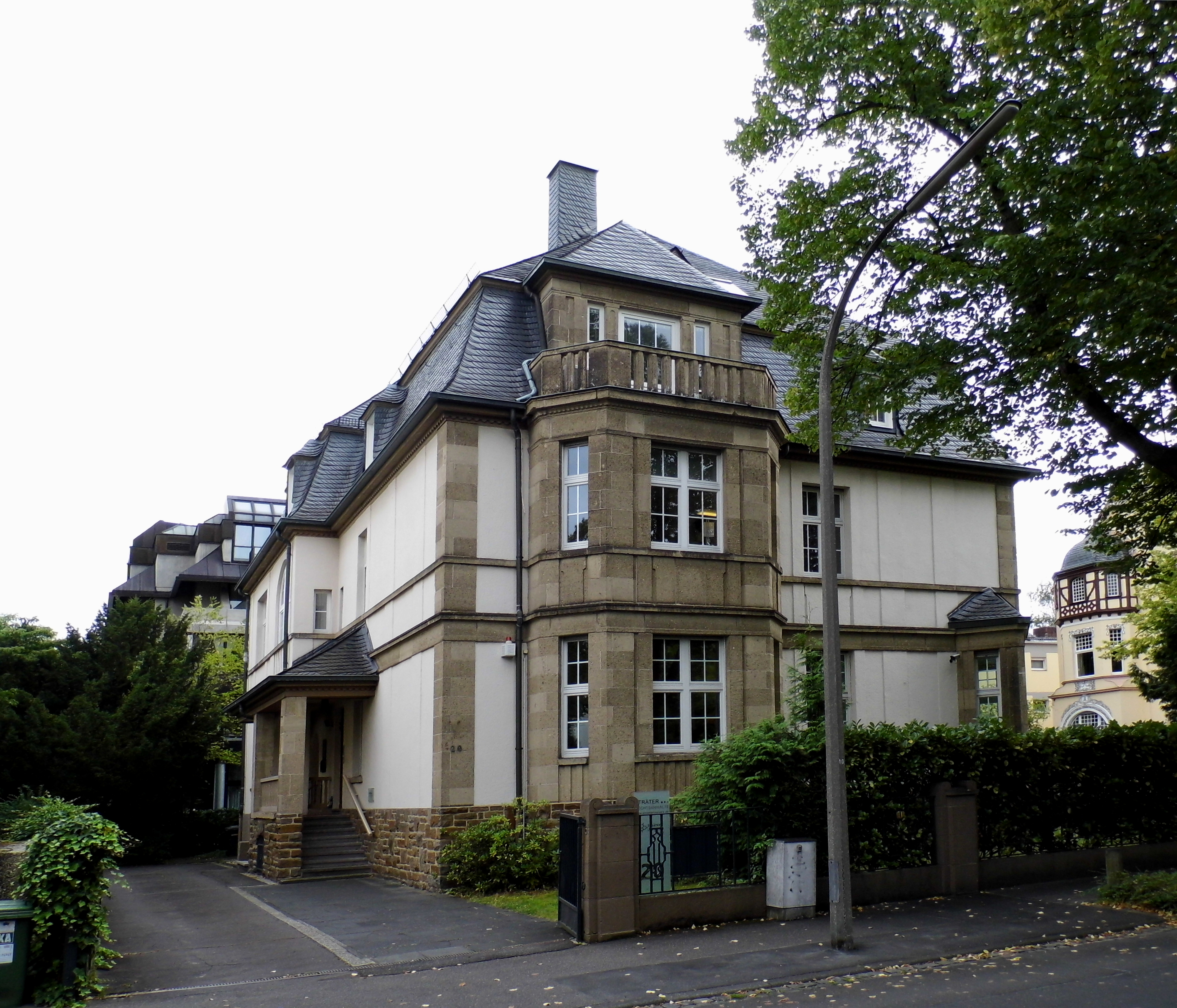
Von 1953 bis 1990 war die Botschaft in der Kronprinzenstraße 20 in Bad Godesberg.

Die chilenische Botschaft befindet sich in der Mohrenstraße 42 in Berlin.

## Missionschefs
| Ernannt       | Name                          | Bemerkungen | ernannt während der Regierung von | akkreditiert während der Regierung von | Posten verlassen |
| ------------- | ----------------------------- | --- | --------------------------------- | -------------------------------------- | ---------------- |
| 1883          | Guillermo Matta               | (* 1829 1899) am 17. Dezember 1881 zum Botschafter in Berlin ernannt 1886 zum Botschafter in Rom ernannt. | Domingo Santa María González      | Wilhelm I.                             | 1887             |
| 20. Mai 1887  | Vicente Santa Cruz            | (* 1849 1902 am Leben) zeitgleich zum außerordentlichen Gesandten und Ministre plénipotentiaire in Rom ernannt. | José Manuel Balmaceda             | Wilhelm I.                             | 1888             |
| 6. Juni 1888  | Domingo Gana Cruz             | (* 1845; 1898 am Leben) | José Manuel Balmaceda             | Friedrich III.                         | 1891             |
| 1891          | Joaquín Godoy                 | (* 1840; 1897 am Leben) | Jorge Montt Álvarez               | Wilhelm II.                            | 1892             |
| 1892          | Gonzalo Bulnes Pinto          | (* 1851) | Jorge Montt Álvarez               | Wilhelm II.                            | 1895             |
| 1897          | Ramón Subercaseaux Vicuña     | | Federico Errázuriz Echaurren      | Wilhelm II.                            | 1902             |
| 1902          | Gonzalo Bulnes Pinto          | (* 1851) | Aníbal Zañartu                    | Wilhelm II.                            | 1906             |
| 1906          | Augusto Matte                 | (* 1843; † 1913) | Pedro Montt Montt                 | Wilhelm II.                            | 1913             |
| 1913          | Miguel Tocornal Cruchaga      | (* 1867; † 1949) | Elías Fernández Albano            | Wilhelm II.                            | 1920             |
| 1920          | Alfredo Irarrázaval Zañartu   | (* 1867) | Arturo Alessandri Palma           | Kabinett Bauer                         | 1925             |
| 1925          | Luís Varnhagen Porto Seguro   | (* 1866; † 1939) | Arturo Alessandri Palma           | Hans Luther                            | 1939             |
| 1940          | Tobias Barros Ortiz           | (* 1894) | Pedro Aguirre Cerda               | Kabinett Hitler                        | 20. Jan. 1943    |
| 20. Jan. 1943 | Unterbrechung der Beziehungen | Schutzmacht Schweiz | Juan Antonio Ríos Morales         | Kabinett Hitler                        | 1953             |
| 1953          | Manuel Hormazábal             | | Carlos Ibáñez del Campo           | Kabinett Adenauer I                    | 1959             |
| 1959          | Arturo Maschke                | Für die Gründung der Colonia Dignidad gründete Präsident Jorge Alessandri Rodríguez mit Arturo Maschke einen Freundeskreis als Gesandtschaftssekretär dritter Klasse fungierte Carlos Guillermo Osorio Mardones | Jorge Alessandri Rodríguez        | Kabinett Adenauer III                  | 1969             |
| 1970          | Enrique Zorrilla Concha       | (* 10. Oktober 1916; † 23. November 2009) Sohn von Emiliana Concha und Enrique Zorrilla | Eduardo Frei Montalva             | Kabinett Brandt I                      | 13. Feb. 1971    |
| 1971          | Federico Klein Riedel         | (* 1911), 1952 Botschafter in Guatemala-Stadt | Salvador Allende                  | Kabinett Brandt I                      |                  |
| 3. Juni 1971  | Carlos Contreras Labarca      | (* 25. November 1899; † 1982) Sohn von Carolina Labarca und Pablo Contreras López heiratete Claudina Acuña Montenegro: Kinder Elena,; LL.B., Univ. de Chile, 1924; m. Abogado, militante del PCCh desde 1924, diputado entre 1926 y 1930, y desde 1937 hasta 1941. Fue elegido senador para los períodos 1941-1949 y 1961- 1969. Secretario General del PCCh | Salvador Allende                  | Erich Honecker                         | 11. Sep. 1973    |
| 1973          | Pablo Valdés Phillips         | [ 6 ] | Augusto Pinochet                  | Kabinett Brandt II                     |                  |
| 16. Feb. 1976 | Lucía Gevert Parada           | akkreditiert: 7. April 1976 am 11. Oktober 1978 nahm Augusto Pinochet ihren Rücktritt an. | Augusto Pinochet                  | Kabinett Schmidt I                     | 11. Okt. 1978    |
| 15. März 1979 | Vasco Undurraga Gauche        | akkreditiert: 21. Mai 1979, Bankmanager aus Chile, Funktionär der International Finance Corporation der World Bank, in Genf. Ab 1981 auch Botschafter in Ryahd, wurde mit dem Großen Verdienstkreuz ausgezeichnet. | Augusto Pinochet                  | Kabinett Schmidt II                    | 1986             |
| 1990          | Carlos Huneeus                | | Patricio Aylwin Azócar            | Kabinett Kohl III                      | 1994             |
| 1994          | Roberto Cifuentes             | | Eduardo Frei Ruiz-Tagle           | Kabinett Kohl IV                       |                  |
| 1998          | Ricardo Hormazábal            | | Eduardo Frei Ruiz-Tagle           | Kabinett Kohl V                        | 2000             |
| Mai 2000      | Antonio Skármeta              | | Ricardo Lagos Escobar             | Kabinett Schröder I                    | Feb. 2003        |
| 2003          | Mario Fernández Baeza         | | Ricardo Lagos Escobar             | Kabinett Schröder II                   | 13. Dez. 2005    |
| 2006          | Marigen Hornkohl              | | Michelle Bachelet                 | Kabinett Merkel I                      | 2008             |
| 2008          | Álvaro Rojas                  | | Michelle Bachelet                 | Kabinett Merkel I                      |                  |
| 2011          | Jorge O’Ryan                  | | Sebastián Piñera                  | Kabinett Merkel II                     | 2014             |
| 2014          | Mariano Fernández Amunátegui  | | Michelle Bachelet                 | Kabinett Merkel III                    | 2016             |
| 2016          | Patricio Pradel               | (* 10. Mai 1954) akkreditiert am 6. Juni 2016 | Michelle Bachelet                 | Kabinett Merkel III                    | 2018             |
| 2018          | Cecilia Mackenna Echaurren    | akkreditiert am 19. Juli 2018 | Sebastián Piñera                  | Kabinett Merkel IV                     | 2022             |
| 2022          | Magdalena Atria Barros        | akkreditiert am 18. Juli 2022 | Gabriel Boric                     | Kabinett Scholz                        |                  |